# 渕東站
渕東站（日语：／ Endo eki */?）是位於長野縣松本市波田，Alpico交通的上高地線車站。車站編號為AK-13。

## 歷史
- 1922年（大正11年）
  - 9月26日[2] - 筑摩鐵道車站啟用。
  - 10月31日 - 公司名稱改為筑摩電氣鐵道。
- 1932年（昭和7年）12月2日 - 公司名稱改為松本電氣鐵道。
- 2011年（平成23年）4月1日 - 公司名稱改為Alpico交通。
- 2014年（平成26年）3月20日 - 站名牌改為上高地線的形像人物「渕東渚（日语：渕東なぎさ）」為主題的站名牌。

## 車站構造
車站是一座地面車站，設有1面1線單式月台。此站是無人車站，沒有車站大樓，只有候車室。

## 使用狀況
根據「松本市統計書」，以下為1日平均乘車人次列表：
| 乘車人次變化 | 乘車人次變化 |
| 年度         | 1日平均人次  |
| ------------ | ------------ |
| 2009         | 27           |
| 2010         | 33           |
| 2011         | 33           |
| 2012         | 33           |
| 2013         | 30           |
| 2014         | 25           |
| 2015         | 25           |
| 2016         | 27           |
| 2017         | 30           |

## 車站周邊
車站周邊為農田。月台後方設有民居。
- 國道158號
- 波多神社（日语：波多神社）
- 渕東保育園
- 豬牙花園（日语：かたくり園）[1]
- 波田堰（日语：波田堰）

## 其他
- Cosmo石油（日语：コスモ石油）的廣告（女之歸省）在此站取景。
- 電視劇《戀愛世紀》曾經在此站取景。在劇中，理子（松隆子演）從東京返回故鄉時出現了此站（第9隻「分別」）。
- 車站名稱「渕東」是取自車站周邊的地名「淵東」。

## 相鄰車站
Alpico交通
上高地線
波田（AK-12）－渕東（AK-13）－新島島（AK-14）

## 注腳
1. 1 2 3 4 5  信濃毎日新聞社出版部. . 信濃毎日新聞社. 2011-07-24: 318. ISBN 9784784071647 （日语）.
2. ↑  今尾惠介監修《日本鉄道旅行地図 6号 北信越》新潮社，2008年，p.39